# Super Bowl XXVIII
Super Bowl XXVIII var den 28:e upplagan av Super Bowl, finalmatchen i amerikansk fotbolls högsta liga, National Football League, för säsongen 1993. Matchen spelades den 30 januari 1994 mellan Buffalo Bills och Dallas Cowboys, och vanns av Dallas Cowboys. De kvalificerade sig genom att vinna slutspelet i konferenserna American Football Conference respektive National Football Conference. Värd för Super Bowl XXVIII var Georgia Dome i Atlanta i Georgia.
Buffalo Bills spelade sin fjärde Super Bowl i rad. I den här matchen ledde Buffalo Bills i halvtid, men förlorade till sist även den här matchen och avslutade sin svit med fyra förluster.
Slantsinglingen gjordes av Joe Namath, för att fira 25-årsjubileet av hans insats i Super Bowl III, där han utsågs till MVP, mest värdefulla spelare.
Halvtidsunderhållningen bestod av countrymusik med uppträdanden av The Judds, Clint Black, Travis Tritt óch Tanya Tucker.